# Elsa Robertson
Elsa Robertson, född Svensson den 31 maj 1893 i Växjö, död 4 februari 1972 i Hamburg, var en svensk sjukgymnast. Hon blev pionjär inom sjukgymnastik för barn med cerebral pares (CP).

## Biografi
Elsa Robertson var det åttonde barnet i en syskonskara om 14. Fadern, källarmästaren och fånggevaldigern Sven Magnus Svensson, hade fem barn i sitt första gifte. Elsa Robertsons mor Gustafva Sofia Svensson (född Wallentin) gifte sig med änkemannen Sven Magnus Svensson 1887 och tillsammans fick de ytterligare nio barn. Fadern inledde sin yrkesbana som lantbrukare men köpte under 1880-talet en av Spritmonopolets restauranger i Växjö och blev källarmästare. Senare drev han även Evedals restaurang samt Teaterrestaurangen i samma stad. Han arbetade dessutom som extra ordinarie fånggevaldiger vid cellfängelset i Växjö.
Elsa Robertson tog studenten från Växjö elementarläroverk för flickor 1910 och sökte sedan in till det nybildade Sydsvenska gymnastikinstitutet i Lund. Kvinnor hade fått utbildas till gymnastiklärare och gymnastikdirektörer i Gymnastiska centralinstitutets (GCI) regi sedan 1864. Sydsvenska Gymnastikinstitutet hade tillstånd att legitimera 30 sjukgymnaster per år. Elsa Robertson var färdigutbildad gymnastikdirektör och legitimerad sjukgymnast 1915. En utbildad gymnastikdirektör var både sjukgymnast och gymnastiklärare, manliga studenter även militärgymnaster. De hade också rätt att öppna och driva eget sjukgymnastikinstitut för att behandla sjuka.

### Karriär
Efter utbildningen begav sig Elsa Robertson ut i världen. 1917 reste hon till New York. Resan var början på ett antal år utomlands där Elsa Robertson arbetade med rehabilitering av skadade från första världskriget. Behovet av sjukgymnaster var enormt och Elsa Robertson bidrog till att utbilda personal runt om i Europa. Den svenska sjukgymnastiken var välkänd internationellt och det var nästan en regel för de som utbildats vid GCI och Sydsvenska Gymnastikinstitutet att börja sina karriärer utomlands. Elsa Robertson arbetade bland annat med att sprida den svenska sjukgymnastiken i Österrike, Frankrike och Tyskland.
År 1919 träffade hon ingenjören Erik Davy Robertson. Han var född i Rheburg i Tyskland där fadern arbetade, men han växte upp i Göteborg. Erik Davy, kallad Hardy, var frånskild när han mötte Elsa Robertson och han hade en sjuårig dotter, Mary Ellen, som växte upp i familjen. De gifte sig i Växjö den 9 september 1920 och flyttade året därpå till Stockholm. Elsa Robertson fortsatte att arbeta som sjukgymnast och gymnastikdirektör både i Stockholm och utomlands. Hon gjorde också många utbildningsresor till USA och till Europa.
År 1932 anställdes Elsa Robertson på Norrmalms fysikaliska institut i Stockholm och tog så småningom över ledningen för institutet. År 1934 hade Elsa Robertson valts in i direktionen för Gymnastiska centralinstitutet (GCI), en institution som grundats 1813 av ”gymnastikens fader” Per Henrik Ling. Samma år delades utbildningen till sjukgymnast från den till gymnastiklärare och gymnastikdirektör. En stor del av läkarkåren, med ortopediprofessorn vid Karolinska Institutet (KI) Patrik Haglund i spetsen, ville få bort den medicinska legitimiteten och självständigheten som sjukgymnastiken historiskt haft. Ett led i det var att locka bort män från att välja yrket. Kraven på att antas till sjukgymnastutbildningen sänktes. Från 1934 behövdes enbart ”normalskola” för att antas medan det krävdes studentexamen för att studera till gymnastikdirektör. Den senare utbildningen var två år medan det räckte med tre terminer för att bli sjukgymnast. Patrik Haglund hade velat förbjuda män att bli sjukgymnaster, något han inte fått igenom, men det visade sig inte behövas då yrkets status sjönk när utbildningen blev enklare vilket ledde till att männen gjorde andra yrkesval.
Under 1940-talet började Elsa Robertson engagera sig fackligt. Som en följd av uppdelningen av gymnastyrket i sjukgymnaster och ”friskgymnaster” hade villkoren för sjukgymnasterna, som till största delen var kvinnor, blivit mycket sämre än de för ”friskgymnasterna” vars huvuddel utgjordes av män. Det ledde fram till fackföreningen Kvinnliga Legitimerade Sjukgymnasters Riksförbund (KLSR) som Elsa Robertson var med och bildade 1943. Kampen för kvinnors yrkesliv hade många utmaningar, inte förrän 1939 blev det, till exempel, olagligt att säga upp kvinnor för att de gifte sig och fick barn.
KLSR organiserade 1952, som en protest mot arbetsgivarnas ohörsamhet, en massuppsägning av kvinnliga sjukgymnaster, då att strejka var olagligt för kommunalt anställda. Uppsägningarna ledde till att de uppnådde sina krav på bättre arbetsförhållanden och högre lön 1954, när arbetsgivarna stod utan sjukgymnaster. År 1965 blev Elsa Robertson hedersledamot av föreningen, som 1960 hade tillåtit även män att ansluta sig och då bytte namn till Legitimerade Sjukgymnasters Riksförbund (LSR), ett förbund som är aktivt än idag.

#### Arbete med cerebral pares
På Norrmalms fysikaliska institut arbetade man med alla former av sjukgymnastik och Elsa Robertson kom särskilt att intressera sig för de rörelsehindrade barnen. Under en av sina studieresor till Tyskland kom hon i kontakt med en sjukgymnast som framgångsrikt arbetade med så kallade spastiska barn, det vill säga barn med cerebral pares (CP) eller annan funktionsvariation med spasticitet. Elsa Robertson berättade själv i en intervju med Svenska Dagbladet att hennes särskilda intresse för att förbättra den vid tiden mycket bristfälliga vården av rörelsehindrade hade väckts när en av hennes närmaste vänner fött en pojke med CP. Elsa Robertson kunde hjälpa honom till bättre livskvalitet med hjälp av speciellt anpassad sjukgymnastik. Hon propagerade därför för tidig diagnostik av barn med CP och för att barnen, som då till övervägande del växte upp på vårdhem och institutioner, skulle vårdas i hemmen för att utvecklas bättre och få förutsättningar till ett normalt liv. Det var ett synsätt som var nytt för Sverige men Elsa Robertson inspirerades av hur vården bedrevs i England, Tyskland och i Danmark där man var mycket längre komna i arbetet med vård av rörelsehindrade barn. Elsa Robertson kom att bli en auktoritet inom området och hon anställdes senare av Medicinalstyrelsen för att utbilda andra sjukgymnaster i vården av barn med CP.

### Sista åren
Elsa Robertson pensionerades 1958 och fick då utmärkelse Illis quorum. Hon fortsatte arbeta även efter pensionen och var aktiv in i det sista. Elsa Robertson avled 1972 i Hamburg och är begravd tillsammans med sin make på Östra kyrkogården i Göteborg.